# Конопља у Хрватској
Конопље је декриминализирана за личну употребу у Хрватској. Она је легализована за ограничено коришћење у медицинске сврхе.

## Медицински канабис
Дана 15. октобра 2015. године Министарство здравља је званично легализовало употребу лекова базираних на марихуани за медицинске сврхе, код пацијената са болестима као што су рак, мултипла склероза или АИДС.